# مافيا 3
مافيا 3 (بالإنجليزية: Mafia III) هي لعبة عالم مفتوح منظور الشخص الثالث هي لعبة فيديو من تطوير استديو هانجار 13 والتي نشرتها تو كي جيمز من المقرر ان يتم طرحها في السوق مايكروسوفت ويندوز بلايستيشن 4 اكس بوكس ون وهذه اللعبة هي الجزء الثالث من سلسلة ألعاب مافيا.

## القصة
تدور أحداث اللعبة في عام 1968 بمدينة نيو أورلينز حول شخص يدعى «لينكولن كلاي» وهو يتيم وشارك في حرب الفيتنام بعد انضمامه للعصابات ذوى البشرة السوداء، وبعد ان عاد من الحرب رجع وانضم إلى عصابة السود مرة أخرى ليتلقى مهمة من زعيم العصابة بمساعدة «جيورجي ماركانو» ابن رجل المافيا الإيطالية، وكانت المهمة تقتضي بسرقة الاحتياطي الخاص بالمباحث الفيدرالية، وبعد السرقة يعود لينكولن إلى الحانة بنصف المال، بينما يعود جيورجي إلى أبيه بالنصف الآخر، ولكن تحدث خيانة من قبل المافيا الإيطالية على العصابات السوداء وهذا يجعل لينكولن يريد الانتقام بقوة لقتل إخوته في العصابة، كما يظهر فيتو سكاليتا بطل مافيا 2 في هذا الجزء لكن بشخصية ثانوية.

## التطوير
وتم الحديث عن الجزء الثالث لمافيا من قبل شركة 2K في 28 يوليو 2015 , وبعدها في معرض Gamescom 2015 تم الإعلان عنها رسميا بعرض أولى سينمائي رائع جدا، مع تحديد موعد صدور اللعبة في 7 أكتوبر 2016 على أجهزة PS4-XBOXOne-PC .

## اسلوب اللعبة
تعتبر نوعية اللعبة عالم مفتوح واكشن بحيث تعتمد على منظور الشخص الثالث الذي يظهر بشكل شبه كامل، كما أن هذا الجزء مشابه قليلا للجزء السابق مع بعض الإضافات والتجديدات في النظام وفي أشياء كثيرة جدا، فالبطل سوف يسير في عالم مفتوح وخريطة كبيرة لمدينة نيوز اورلينز الوهمية بحيث نجد أن الخريطة شاسعة جدا ومليئة بالأماكن التي سوف نقوم بزيارتها أثناء اللعبة لعمل مهام رئيسية أو مهام جانبية.
اللعبة بها نظام التصويب بمربع مفتوح ويعطى تصويب جيد جدا على الأعداء ولكن البطل هنا يصوب بيد واحدة فقط ليس مثل كل ألعاب الاكشن الأخرى، ولكن لا تقلق فاليد الواحدة في التصويب ستكون مثل الاثنين ولن تجد أي تأثير على تصويبك، كما أن اليد الواحدة تستخدم في المسدسات ولكن بالنسبة للبندقية والرشاشات فسوف تستخدم الاثنين معا ويكون التصويب من خلف الكتف الأيمن.
أيضا اللعبة تضع نظام جديد ومميز على السلسلة وهو أن تقوم بكل المهام وأنت في التسلل والخلسة وتقتل أعدائك خلسة دون أن تكتشف من العدو وهذا النظام يتطلب الصبر ودراسة تحركات الأعداء حتى تستطيع القضاء عليهم دون أن يشعرون بك، أيضا اللعبة وضعت أسلوب جديد ومميز بحيث هدفك في اللعبة هو الانتقام من المافيا الإيطالية لذلك ستجد مواقع كثيرة تابعة للمافيا الإيطالية فيمكنك أن تهاجمها وتحتلها وتعين عليها مستشار تثق فيه.
أيضا اللعبة لن تخلوا من السيارات الكلاسيكية الجميلة جدا والتي نستطيع سرقتها أو تهديد أصحابها والحصول عليها، وهذا سوف يضعنا دائما في مطاردات من الشرطة والهروب منهم لذلك لا تقع في أيدى الشرطة وحاول أن تقود السيارات بهدوء وبدون سرعات تلفت الانتباه، أيضا هذه السيارات سيكون بها راديو ويمكنك الاستماع إلى الأغانى المميزة من الستينات والتي تم زيادتها عن الجزء السابق.

## المصدر
استعراض لعبة مافيا 3